# Mistrzostwa Świata Juniorów w Narciarstwie Alpejskim 1990
9. Mistrzostwa świata juniorów w narciarstwie alpejskim odbyły się w dniach 21 marca - 25 marca 1990 r. w szwajcarskim Zinal w kantonie Valais. Rozegrano po 5 konkurencji dla kobiet i mężczyzn. W klasyfikacji medalowej triumfowała reprezentacja Norwegii, której zawodnicy zdobyli też najwięcej medali, dziesięć, w tym 4 złote, 4 srebrne i 2 brązowe. 

## Wyniki
| Pozycja | Zawodnik            | Narodowość | Czas    |
| ------- | ------------------- | ---------- | ------- |
|         | Kjetil André Aamodt | Norwegia   | 1:19,42 |
|         | Lasse Kjus          | Norwegia   | 1:19,76 |
|         | Giovanni Feltrin    | Włochy     | 1:20,91 |
| 4.      | Eric Wolf           | Austria    | 1:21,00 |
| 5.      | Werner Franz        | Austria    | 1:21,09 |
| 6.      | Christian Mayer     | Austria    | 1:21,14 |

| Pozycja | Zawodniczka          | Narodowość | Czas    |
| ------- | -------------------- | ---------- | ------- |
|         | Swietłana Gładyszewa | ZSRR       | 1:25,48 |
|         | Katja Seizinger      | RFN        | 1:26,01 |
|         | Warwara Zielenska    | ZSRR       | 1:26,02 |
| 4.      | Corinne Rey-Bellet   | Szwajcaria | 1:26,28 |
| 5.      | Andrea Raffeiner     | Włochy     | 1:26,39 |
| 6.      | Martina Ertl         | RFN        | 1:26,42 |

| Pozycja | Zawodnik             | Narodowość | Czas    |
| ------- | -------------------- | ---------- | ------- |
|         | Kjetil André Aamodt  | Norwegia   | 1:24,30 |
|         | Norman Bergamelli    | Włochy     | 1:25,43 |
|         | Lasse Kjus           | Norwegia   | 1:25,46 |
| 4.      | Harald Strand Nilsen | Norwegia   | 1:26,20 |
| 5.      | Jure Košir           | Jugosławia | 1:26,21 |
| 6.      | Manfred Kleinlercher | Austria    | 1:26,25 |

| Pozycja | Zawodniczka          | Narodowość | Czas    |
| ------- | -------------------- | ---------- | ------- |
|         | Katja Seizinger      | RFN        | 1:10,12 |
|         | Swietłana Gładyszewa | ZSRR       | 1:10,25 |
|         | Martina Osterried    | RFN        | 1:10,63 |
| 4.      | Corinne Rey-Bellet   | Szwajcaria | 1:10,81 |
| 5.      | Warwara Zielenska    | ZSRR       | 1:10,82 |
| 6.      | Leatitia Dalloz      | Francja    | 1:10,96 |

| Pozycja | Zawodnik            | Narodowość | Czas    |
| ------- | ------------------- | ---------- | ------- |
|         | Lasse Kjus          | Norwegia   | 2:20,38 |
|         | Kjetil André Aamodt | Norwegia   | 2:20,63 |
|         | Mitja Kunc          | Jugosławia | 2:22,10 |
| 4.      | Janne Leskinen      | Finlandia  | 2:22,42 |
| 5.      | Christian Mayer     | Austria    | 2:22,86 |
| 6.      | Erik Schlopy        | USA        | 2:22,87 |

| Pozycja | Zawodniczka       | Narodowość | Czas    |
| ------- | ----------------- | ---------- | ------- |
|         | Manuela Umele     | Austria    | 2:23,17 |
|         | Katja Seizinger   | RFN        | 2:23,25 |
|         | Andrea Raffeiner  | Włochy     | 2:23,96 |
| 4.      | Julie Parisien    | USA        | 2:24,01 |
| 5.      | Martina Osterried | RFN        | 2:24,44 |
| 6.      | Manuela Lieb      | Austria    | 2:24,76 |

| Pozycja | Zawodnik             | Narodowość | Czas    |
| ------- | -------------------- | ---------- | ------- |
|         | Luigi Tacchini       | Włochy     | 1:28,15 |
|         | Kjetil André Aamodt  | Norwegia   | 1:28,57 |
|         | Lasse Kjus           | Norwegia   | 1:28,61 |
| 4.      | Paolo Varesco        | Włochy     | 1:29,13 |
| 5.      | Janne Leskinen       | Finlandia  | 1:29,39 |
| 6.      | Harald Strand Nilsen | Norwegia   | 1:29,41 |

| Pozycja | Zawodniczka           | Narodowość    | Czas    |
| ------- | --------------------- | ------------- | ------- |
|         | Katrin Neuenschwander | Szwajcaria    | 1:06,79 |
|         | Anouk Barnier         | Francja       | 1:07,89 |
|         | Annelise Coberger     | Nowa Zelandia | 1:08,20 |
| 4.      | Edith Rozsa           | Kanada        | 1:08,41 |
| 5.      | Picabo Street         | USA           | 1:08,46 |
| 6.      | Urška Hrovat          | Jugosławia    | 1:08,57 |

| Pozycja | Zawodnik            | Narodowość | Punkty |
| ------- | ------------------- | ---------- | ------ |
|         | Kjetil André Aamodt | Norwegia   |        |
|         | Lasse Kjus          | Norwegia   |        |
|         | Janne Leskinen      | Finlandia  |        |

| Pozycja | Zawodniczka           | Narodowość | Punkty |
| ------- | --------------------- | ---------- | ------ |
|         | Katrin Neuenschwander | Szwajcaria |        |
|         | Katja Seizinger       | RFN        |        |
|         | Anja Haas             | Austria    |        |

## Klasyfikacja medalowa
| Miejsce | Państwo       |   |   |   | złoto · srebro · brąz |
| ------- | ------------- | - | - | - | --------------------- |
| 1.      | Norwegia      | 4 | 4 | 2 | 10                    |
| 2.      | Szwajcaria    | 2 | 0 | 0 | 2                     |
| 3.      | RFN           | 1 | 3 | 1 | 5                     |
| 4.      | Włochy        | 1 | 1 | 2 | 4                     |
| 5.      | ZSRR          | 1 | 1 | 1 | 3                     |
| 6.      | Austria       | 1 | 0 | 1 | 2                     |
| 7.      | Francja       | 0 | 1 | 0 | 1                     |
| 8.      | Finlandia     | 0 | 0 | 1 | 1                     |
|         | Jugosławia    | 0 | 0 | 1 | 1                     |
|         | Nowa Zelandia | 0 | 0 | 1 | 1                     |